# General Electric F110

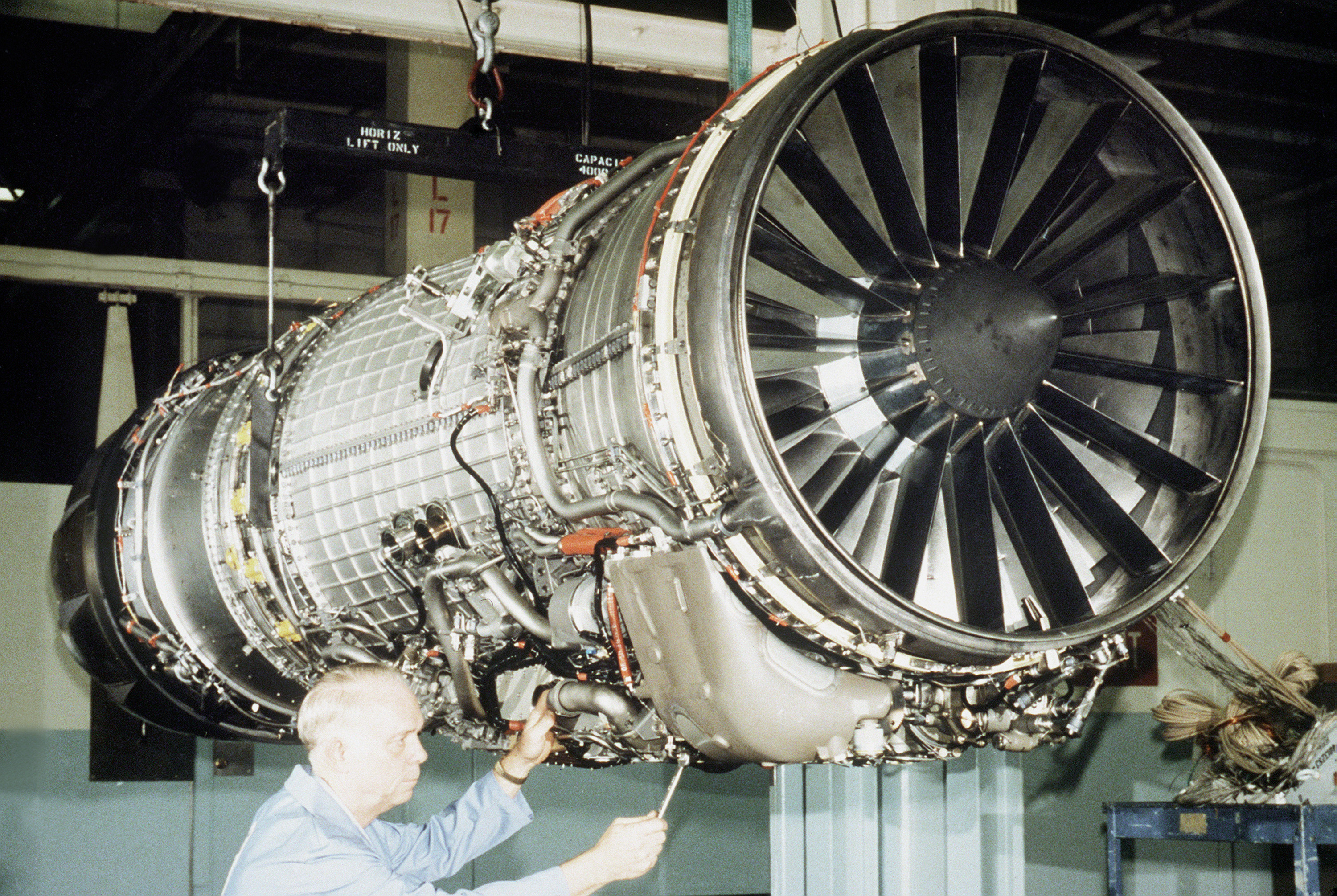
F110-Turbofan-Triebwerk einer F-16, 1986

Das General Electric F110 ist ein modernes Mantelstromtriebwerk der Firma General Electric, das in zahlreichen Kampfflugzeugen verwendet wird.

## Beschreibung

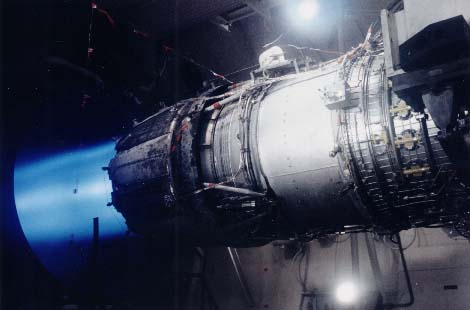
F110 bei Leistungstests auf dem Air Force Arnold Engineering Development Center

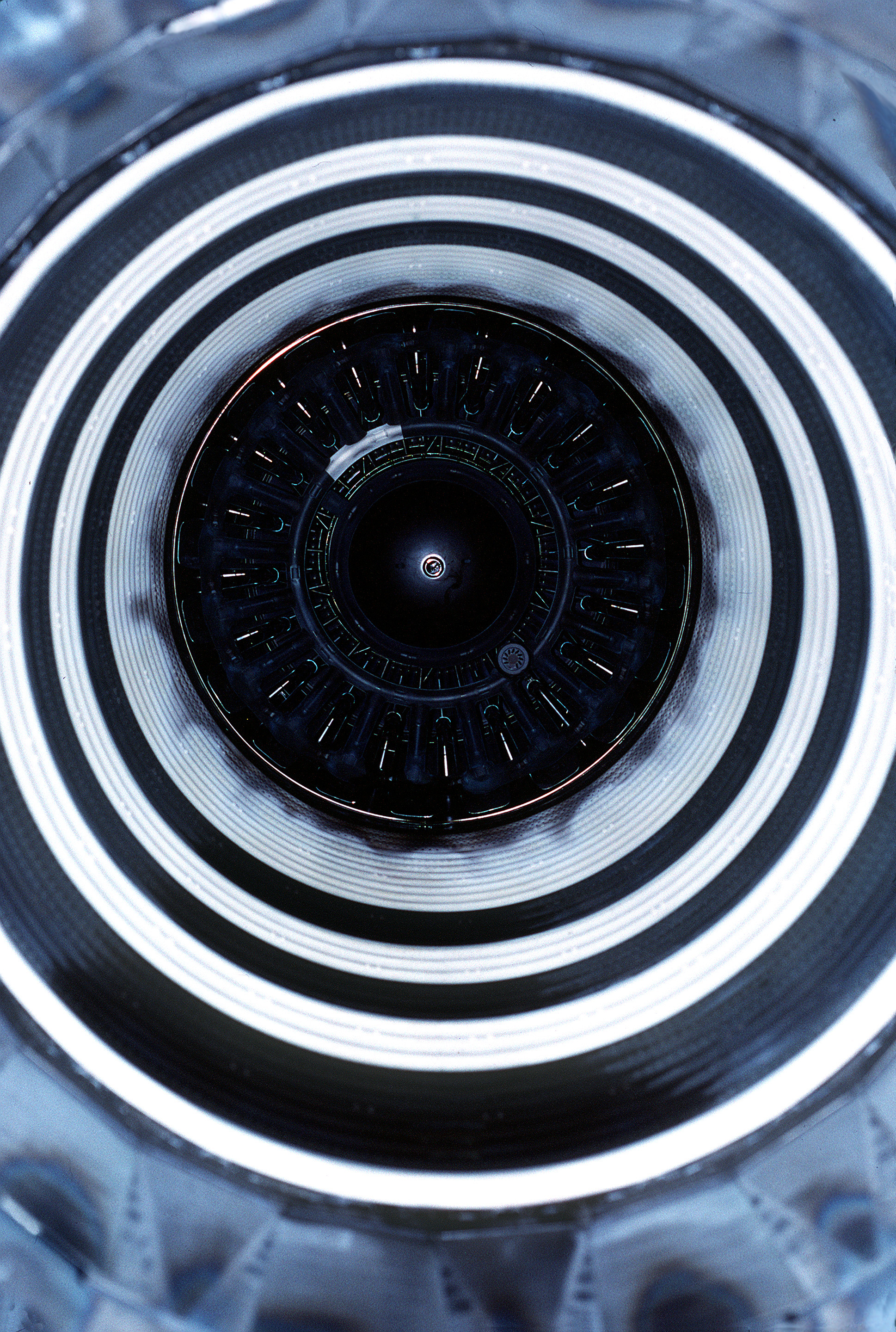
Ein Blick auf ein F110 durch die Auslassdüse einer F-14D

Das F110 ist eine Ableitung des F101 und benutzt das gleiche Design des Kerntriebwerks. Zusätzlich wurden einige neue Erkenntnisse vom F404 übernommen, wobei das neue Triebwerk gegenüber dem F101 im Durchmesser verkleinert wurde. Das neue Triebwerk wurde im Laufe der Entwicklung zuerst F101X, später als F101DFE bezeichnet und hatte im Dezember 1979 seinen Erstlauf. Das F110 diente wiederum als Basis für das nachbrennerlose F118-Triebwerk des B-2-Bombers.
Eingesetzt wird dieses Triebwerk in Kampfflugzeugen wie der F-14B/D (F110-GE-400), der F-15K (F110-GE-129) und der F-16C/D (F110-GE-100, F110-GE-129 und F110-GE-132). Die Produktion von F-16C/D mit F110 Triebwerken begann Mitte 1986, nachdem dieses Triebwerk 1984 von der U.S. Air Force gewählt wurde.

## Technische Daten
| Kenngröße                      | F110-GE-100 | F110-GE-129 | F110-GE-132 | F110-GE-400 |
| ------------------------------ | ----------- | ----------- | ----------- | ----------- |
| Länge:                         | 4,63 m      | 4,63 m      | 4,62 m      | 5,90 m      |
| Durchmesser:                   | 118 cm      | 118 cm      | 118 cm      | 118 cm      |
| Gewicht:                       | 1.778 kg    | 1.805 kg    | 1.837 kg    | 1.996 kg    |
| Schubkraft (mit Nachbrenner):  | 128,9 kN    | 131,65 kN   | 142,38 kN   | 120,49 kN   |
| Schubkraft (ohne Nachbrenner): | 62,3 kN     | k. A.       | 79,22 kN    | 73,9 kN     |
| Gesamtdruckverhältnis:         | 29,9:1      | 30,7:1      | k. A.       | 30,4:1      |
| Schub-Gewichts-Verhältnis:     | 7,39:1      | 7,44:1      | 7,9:1       | 6,16:1      |

### Anmerkung
- Verdichter: drei Niederdruck/Fan- sowie neun Hochdruckstufen
- Turbine: zwei Niederdruck- und eine Hochdruckstufe